# L-16
L-16 – radziecki podwodny stawiacz min typu Leniniec serii XIII. Jednostka zwodowana została 9 lipca 1937 roku w zakładzie Nr 202 we Władywostoku (Dalzawod), do służby w radzieckiej Flocie Oceanu Spokojnego wszedł 9 grudnia 1938 roku. 11 października 1942 roku okręt został omyłkowo zatopiony przez japoński okręt podwodny I-25 u wybrzeży Stanów Zjednoczonych.

## Historia
Początek budowy L-16 miał miejsce w stoczni zakład 198 w Mikołajowie na Ukrainie, jednostka została jednak w częściach przetransportowana na radziecki Daleki Wschód, gdzie 5 listopada 1935 roku położono oficjalnie stępkę pod jednostkę w zakładzie Nr 202 we Władywostoku (Dalzawod). Wodowanie okrętu nastąpiło 9 lipca 1937 roku, zaś do służby w WMF ZSRR L-16 wszedł 9 grudnia 1938 roku.
Zimą 1942/1943 roku wobec trwającej na zachodzie ZSRR wojny z Niemcami i nieangażowania się ZSRR w działania wojenne wojny na Pacyfiku, radzieckie dowództwo podjęło decyzję o transferze części jednostek z Dalekiego Wschodu do europejskiego teatru wojny. Do Europy przepłynąć miała 1. Brygada Okrętów Podwodnych w składzie L-15, L-16, S-51, S-54, S-55 i S-56. Po opuszczeniu Władywostoku, okręty te skierować się miały do zachodniego wybrzeża USA przez Aleuty, następnie wzdłuż amerykańskiego wybrzeża płynąć miały w kierunku Kanału Panamskiego, przez Karaiby na Północny Atlantyk do Wielkiej Brytanii. Stamtąd udać się miały następnie na północ do Floty Północnej.
Jednostka L-16 płynąć miała do Europy w parze z L-15. 11 października 1942 roku płynące na powierzeni okręty zostały wykryte przez japoński okręt podwodny I-25, około 800 km na zachód od Seattle. I-25 wracał właśnie do Japonii z patrolu na amerykańskim zachodnim wybrzeżu, podczas którego za pomocą samolotu pokładowego wzniecał pożary lasów w stanie Oregon oraz zaatakował kilka amerykańskich statków handlowych. W drodze powrotnej w wyrzutniach okrętu znajdowała się już jedynie jedna torpeda.
Japoński dowódca Meiji Tagami sądził początkowo, że wykrył dwa amerykańskie pancerniki, dopiero po chwili poprawnie zidentyfikował klasę jednostek, wciąż jednak uważał, że trafił na okręty Stanów Zjednoczonych. W efekcie postanowił zaatakować jedną z nich ostatnią pozostałą pod pokładem torpedą. Wystrzelona japońska torpeda trafiła w L-16 około 30 sekund po opuszczeniu wyrzutni, wywołując kilka ciężkich eksplozji w radzieckim okręcie. L-16 zaczął tonąć rufą, z dziobem uniesionym pod kątem 45 stopni. W ślad za pierwszą eksplozją nastąpiła kolejna, a po rozwianiu dymu na powierzchni morza pozostała jedynie plama oleju. Radziecki okręt zatonął wraz z 56 członkami załogi, w tym naturalizowanym Amerykaninem rosyjskiego pochodzenia – pełniącym podczas rejsu funkcje tłumacza i oficera łącznikowego, który wszedł na pokład okrętu w Unalasce.
Według relacji obserwatora z mostku drugiego radzieckiego okrętu, L-15, wyraźnie słyszalne były jednak trzy eksplozje trafionej jednostki, zaś z pokładu L-16 przed zatonięciem zdążono jeszcze nadać fragment komunikatu radiowego o treści „Toniemy od...”. Okręt zatonął na pozycji 45-41N, 138-56E. Obserwator na mostku L-15 dostrzegł w morzu peryskop, wobec czego L-15 otworzył w tym kierunku ogień z pokładowego działa 100 mm, bądź 45 mm według niektórych źródeł – strzały nie wyrządziły jednak szkody I-25, który bezpiecznie powrócił do Japonii.